# Revolverheld
Revolverheld est un groupe de rock alternatif allemand, originaire de Hambourg. Il est formé à l'été 2002 sous le nom Manga. À l'automne de l'année suivante, le nom du groupe devient Tsunamikiller, mais à cause de la catastrophe en Asie fin 2004, les membres reprennent le nom de Revolverheld. Leur chanson Generation Rock figure dans le jeu vidéo Guitar Hero 3: Legends of Rock.
Leur deuxième album, Chaostheorie, comporte notamment Ich werd die Welt verändern, Du explodierst et Unzertrennlich (chanson contre l'homophobie).

## Biographie

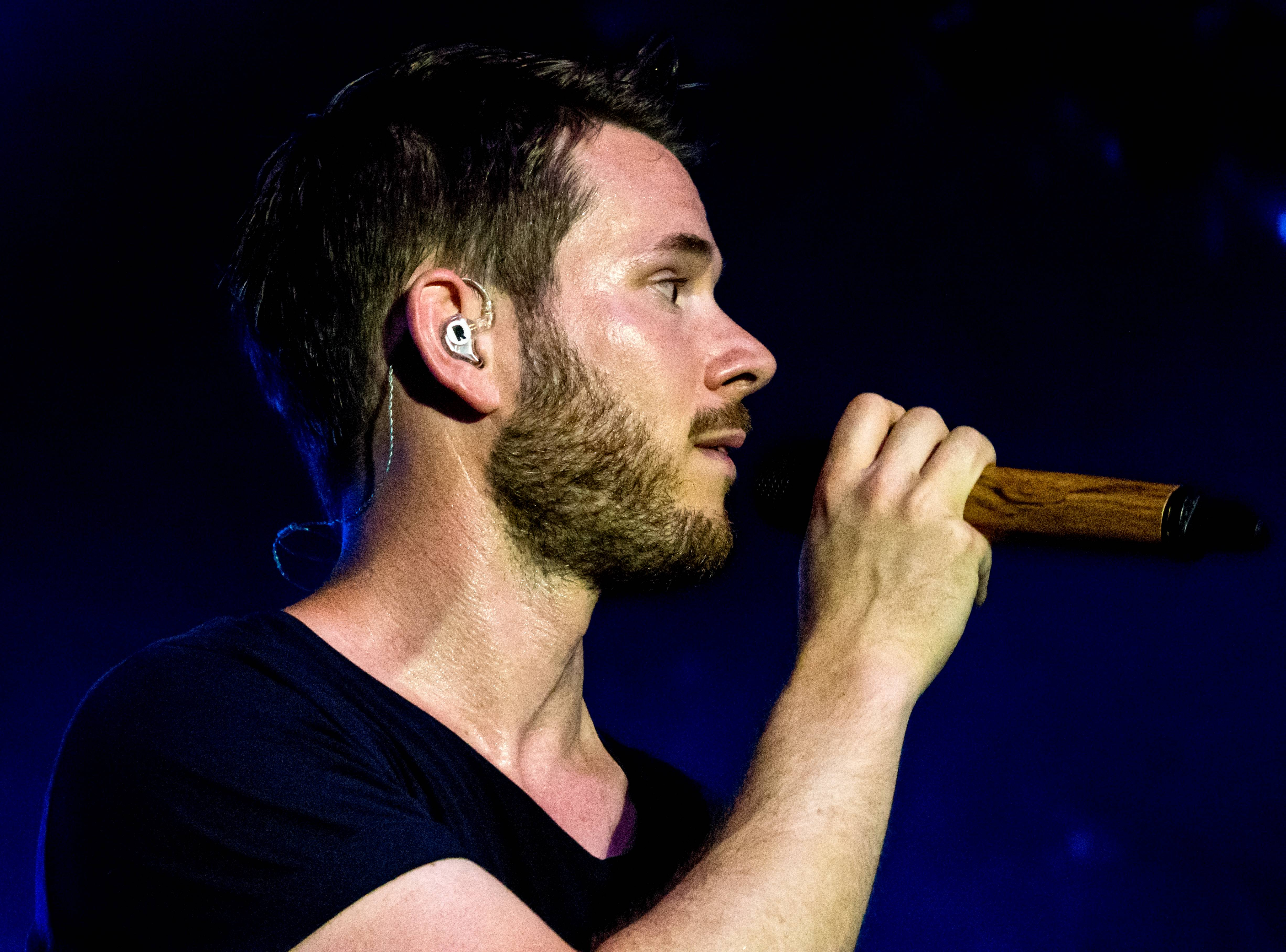
Johannes Strate, Zelt-Musik-Festival en 2015, à Fribourg-en-Brisgau, en Allemagne.

Le groupe est formé sous le nom de Manga à l'hiver 2002 à Hambourg. En automne 2004, il se rebaptise Tsunamikiller. Depuis le tsunami survenu en Asie à la fin de 2004, le groupe se rebaptise définitivement Revolverheld. Le groupe débute avec de nombreux petits concerts entre 2002 et 2004. Après avoir joué aux côtés de Silvermond et Die Happy, l'intérêt pour la musique grandit significativement en 2005. Avec la chanson Rock 'n' Roll, les chaines de radio découvrent le groupe. En 2003, le groupe finissait troisième au concours OXMOX. En février 2005, Revolverheld signe un contrat d'enregistrement avec Columbia Deutschland.
Le premier single du groupe, Generation Rock, est publié en juin 2005 et atteint immédiatement les charts allemands. Ils font appel au producteur Clemens Matznick pour leur premier album, Revolverheld, sorti en septembre 2005. Le deuxième single est la ballade rock Die Welt, classé 16e.
En mai 2007, sort le deuxième album intitulé Chaostheorie. Le premier single, Ich werd’ die Welt verändern, est publié le 27 avril. Il atteint la 21e place des charts allemands. Le deuxième single, Du Explodierst, est limité à 5 555 exemplaires. Les costumes du clip du morceau se basent sur le film Orange mécanique. En septembre 2007, le single Unzertrennlich atteint la 45e place des charts allemands. Le groupe est nommé par l’Association allemande de football pour chanter la chanson officielle de l’équipe nationale pour le Championnat d'Europe de football 2008, intitulée Helden 2008, classée deuxième des charts allemands. Depuis 2009, les membres du groupe participent régulièrement au match de football caritatif Kicken mit Herz.
L'année 2010 assiste à la sortie du premier single de l'album In Farbe, Spinner, qui figure dans le top 20 des charts allemands. À cette fin, un clip vidéo est tourné. Un peu plus tard, sort le troisième album In Farbe, qui atteint le top 10 des charts. En novembre de la même année, le groupe sort une autre chanson, Halt dich an mir fest. Elle est enregistrée conjointement avec le chanteur du groupe Die Happy, Marta Jandová, et joué à Popstars, auquel Jandová est juré. Halt dich an mir fest atteint la 8e place des charts allemands et est certifié disque d'or. De plus, l'album In Farbe est aussi certifié disque d'or en mai 2011.
En août 2013, Das kann uns keiner nehmen sort comme premier single, extrait de l'album Immer in Bewegung, lui-même sorti en septembre 2013. En juillet 2013, la chanson-titre est diffusée sous vidéo téléchargeable gratuitement sur iTunes. En janvier 2014, le groupe sort le clip vidéo de Ich lass für dich das Licht an. Le clip est réalisé pendant la demande en mariage d'un ami. Dans l'émission Dein Song, Revolverheld parraine Philipp Göhring. Ensemble, ils jouent en finale le 4 avril la chanson Wer weiß, mais perdent face à DJ BoBo et son protégé Pier Luca Abel. En 2015, ils jouent au MTV Unplugged.
Le 1er décembre 2017, Revolverheld sort  Das Herz schlägt bis zum Hals, leur premier single depuis deux ans. Il est la chanson-titre du film Dieses bescheuerte Herz . Au début du mois de mars 2018 sort Immer noch fühlen, le premier single de leur cinquième album Zimmer mit Blick, publié le 13 avril 2018. Il atteint la deuxième place des classements allemands, ainsi que la troisième place en Autriche et la quinzième place en Suisse.

## Membres

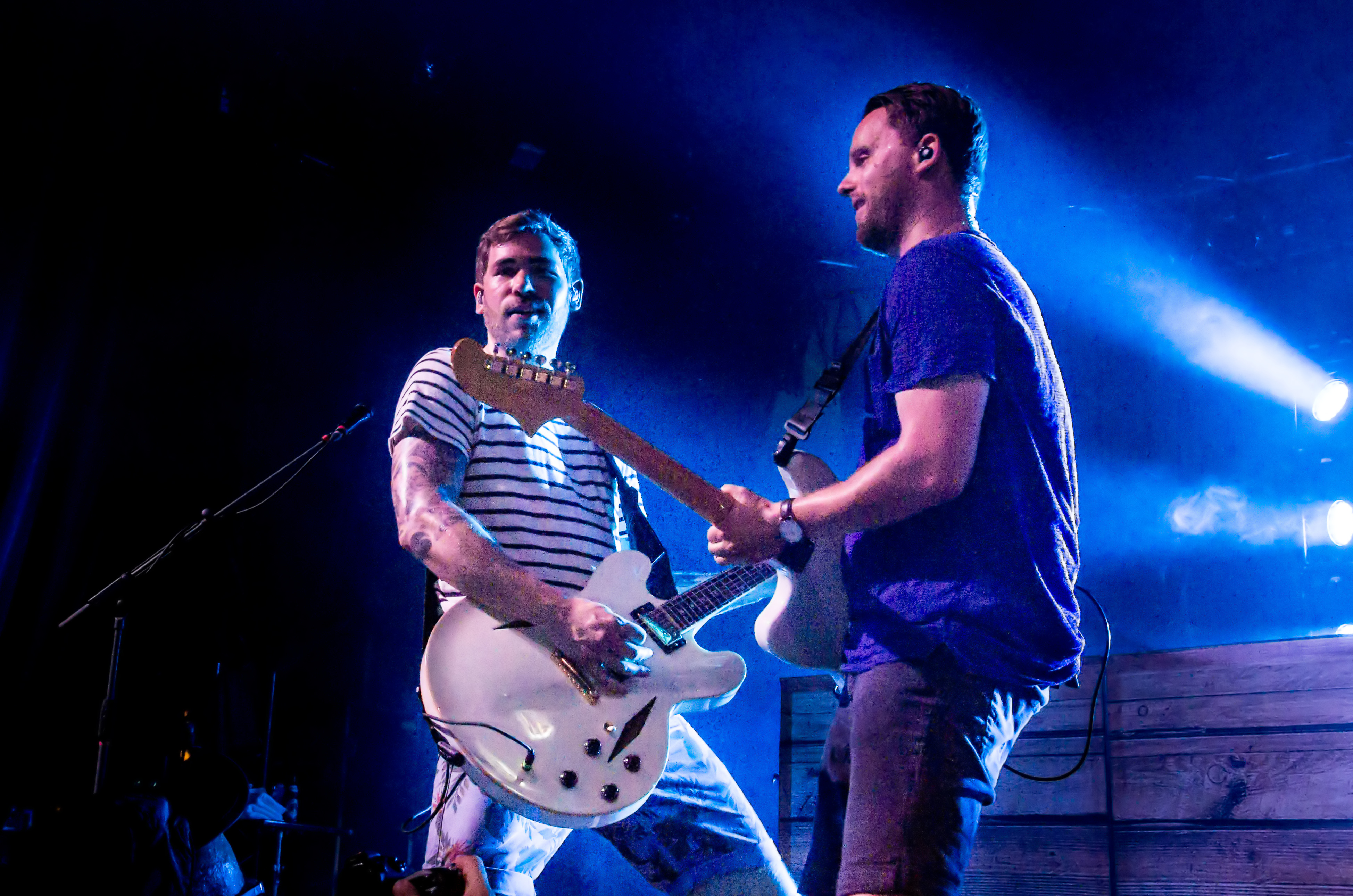
Zelt-Musik-Festival, en 2015 à Fribourg-en-Brisgau, en Allemagne

- Johannes Strate (né le 17 mars 1980), est le chanteur de Revolverheld. Son père était guitariste et chanteur, tandis que sa mère était pianiste. À l'âge de 10 ans, il a commencé à travailler la guitare et quatre ans plus tard a fondé son premier groupe Second Floor. Sous le titre Privat, celui-ci a publié un single avant de se dissoudre. En 2002, Johannes a participé à un cours de chant à Hambourg.
- Kristoffer Hünecke (né le 12 mai 1978) est un autre chanteur et guitariste de Revolverheld. Par moments, il a travaillé comme entraîneur de tennis.
- Niels Grötsch (né le 22 avril 1980) est le troisième chanteur et guitariste du groupe. À l'âge de neuf ans, il a commencé la guitare et a participé à des cours de guitare classique. Cinq ans après, il s'est engagé dans un groupe de son collège et a abandonné la guitare classique pour se vouer à sa guitare électrique. Après l'engagement dans de petits groupes, il a fondé celui de Freiraum avec Jakob Sinn et Kristoffer Hünecke.
- Jakob Sinn (né le 20 décembre 1980) est le batteur de Revolverheld. C'est à l'âge de dix ans qu'il a choisi cet instrument et commencé à prendre des cours.
- Florian « Flo » Speer (né le 10 juin 1977) est le bassiste de Revolverheld. À l'âge de neuf ans et demi, il a commencé les cours de guitare et a appris à jouer de la basse. Avant de rejoindre Revolverheld, il avait appartenu à divers groupes. Il a quitté le groupe en 2013 pour une nouvelle carrière.

## Discographie

### Albums studio
- 2005 : Revolverheld
- 2007 : Chaostheorie
- 2010 : In Farbe
- 2013 : Immer im Bewegung
- 2018 : Zimmer mit Blick '

### Singles
- 2005 : Generation Rock
- 2005 : Die Welt steht still
- 2006 : Freunde bleiben
- 2006 : Mit dir chill'n
- 2007 : Ich werd' die Welt verändern
- 2007 : Du explodierst
- 2007 : Unzertrennlich
- 2008 : Helden 2008
- 2010 : Spinner
- 2010 : Keine Liebeslieder
- 2010 : Halt dich an mir fest (avec Marta Jandová)
- 2013 : Das kann uns keiner nehmen
- 2024 : Alors on danse

## Distinctions
- 2003 : OXMOX-Bandcontest – Dritter[1]
- 2015 : ECHO Pop - meilleur groupe national rock/pop